# 亡命
亡命（ぼうめい）とは、主に政治的な事情により、政治家、軍人、学者、芸術家、文化人、スパイなどが他国に逃れることを意味する。
亡命した志士・名士を亡命客と称する場合がある。

## 概説
亡命の理由として政治的迫害・弾圧によるものが多いが、宗教対立や民族紛争、経済的窮乏など、その他の理由によるものが含まれることもある。
クーデターなどの政変により国を追われた政治家や王族が他国に亡命したり、政治的抑圧から逃れるため、周辺国または亡命者の親族、保護者等が在籍する国など、亡命者の安全が確保できると思われる国に亡命する例などがある。
越境して亡命する以外に大使館などの在外公館に保護を求める場合もある。
近年は北朝鮮から亡命を試みる者が、北京など当事国外に所在する亡命先、または第三国の在外公館、外国人学校などへ駆け込むケースもみられた。脱北者、瀋陽総領事館北朝鮮人亡命者駆け込み事件に詳述がある。
亡命者の多くは交通を制限された状況下で脱出を図っており（ベルリンの壁等）、途中で落命する者もいる。
東ドイツからの場合は例外もあり、政治犯として逮捕されて西ベルリンへ「追放」される形で、脱出に成功した者もいる。反体制側の要人の場合は亡命先で暗殺される恐れもあるため、保護が必要である。
亡命者らが組織した政府は亡命政府と称され、世界の各所に現存する。古くは第二次世界大戦中、ドイツに占領されたフランス、ポーランド、チェコスロヴァキアなどで組織された。
政治家や官僚や王族ではない一般市民が他国に越境する場合は難民として区別される。
「refugee」の訳語で、亡命者と難民のいずれか、あるいは両者は同一、とする見解もある。大家重夫は『「亡命者」と「難民」』で、「外務省は「refugee」の訳語に「難民」の文字をあてることにして、難民条約に加入することにし、「亡命者」、「難民」等の定義については、一義的な定義を行ったり、区別を明確にすることは困難な実情がある」としている。

## 主な亡命事件
- 百済滅亡（660年）により、一部の百済人が日本へ亡命。王族は百済王氏となった。
- 高句麗滅亡（668年）により、一部の高句麗人が日本へ亡命。王族は高麗氏となった。
- 17世紀前半、朝鮮からの亡命者である佐野主馬が、但馬守となった柳生家の門番をしていたとされる（耳嚢を参照）。
- 1659年、復明運動（zh:反清复明）の失敗によって朱舜水が日本へ亡命。
- フランス革命（1789年）による、フランス貴族、僧侶（聖職者）の亡命。亡命貴族のことをフランス語でエミグレと言う。聖職者民事基本法も参照。
- ヴァレンヌ事件（1791年）: フランス革命時のフランス王家の亡命事件。失敗におわり、反王家の傾向を激化させる一因となった。
- 1895年、孫文が日本に亡命。1911年、中国に帰国。
- ロシア内戦（1917年 - 1922年）及びソビエト連邦（ソ連）誕生により、白系ロシア人が中華民国・日本・欧米へ亡命。
- 1929年、レフ・トロツキー、ソ連から追放。以後フランス、メキシコなどに亡命。1940年殺害。
- 1933年、アルベルト・アインシュタイン、ドイツから追放。米国に亡命。
- 1938年、ゲンリフ・リュシコフがソ連の重要機密情報を持って満洲国に亡命。
- 1945年、第二次世界大戦での日本敗戦による満洲国滅亡で、皇帝・愛新覚羅溥儀、皇弟・愛新覚羅溥傑は、日本への亡命を図ったが、奉天にてソ連軍に捕えられ、亡命に失敗する。
- 1947年、ミハイ1世、ソ連軍占領下のルーマニア王国で共産党政府の成立と王制廃止により退位。スペインに亡命。
- 1949年、プリーディー・パノムヨン、クーデターに失敗し、フランスへ亡命。
- 1952年、チャールズ・チャップリン、アメリカから追放。スイスへ移住。
- 1953年、朝鮮民主主義人民共和国（北朝鮮）空軍のパイロット、盧今錫中尉が乗機MiG-15で大韓民国（韓国）の金浦空港に強行着陸。アメリカに対し亡命を申請。
- 1957年、プレーク・ピブーンソンクラーム、クーデターによりカンボジア経由で出国。日本へ移住。
- 1959年、ダライ・ラマ14世、チベットからインドに亡命。チベット亡命政府を樹立。
- 1960年、李承晩、韓国からアメリカに亡命。
- 1966年、在日朝鮮人の帰還事業で移住したボクサーの金田森男（金貴河）が滞在先のカンボジアの日本大使館に出向くも、亡命に失敗する。
- 1970年、共産主義者同盟赤軍派メンバーが日本航空機（よど号）をハイジャックし、北朝鮮へ亡命（よど号ハイジャック事件）。
- 1974年、アレクサンドル・ソルジェニーツィンがソ連から国外追放。スイス経由で1976年にアメリカに移住。
- 1974年、ミハイル・バリシニコフ、ソ連からアメリカに亡命。
- 1975年、マルチナ・ナブラチロワ、チェコスロバキアからアメリカに亡命。
- 1976年、ソ連空軍のパイロット、ヴィクトル・イワノヴィチ・ベレンコ中尉が乗機MiG-25で函館空港に強行着陸。アメリカ合衆国に対し亡命を申請（ベレンコ中尉亡命事件）。
- 1979年、イディ・アミン、ウガンダからリビア経由でサウジアラビアに亡命。
- 1983年、アントニオ・ネグリ、イタリアからフランスに亡命。
- 1984年、アンドレイ・タルコフスキー、ソビエト連邦当局からの帰国要請を拒否しイタリアにて事実上の亡命を宣言。
- 1986年、フェルディナンド・マルコス及びイメルダ・マルコス、エドゥサ革命によりハワイへ亡命。
- 1989年、ナディア・コマネチ、ルーマニアからハンガリー経由でアメリカに亡命。
- 1989年、ハンガリーで汎ヨーロッパ・ピクニックが開催され、1000人以上の東ドイツ国民が集団亡命。
- 1998年、李洪志、中華人民共和国（中国）からアメリカ合衆国に亡命。
- 2000年、テルアビブ空港乱射事件に対してイスラエルで終身刑判決を受け、服役中に「捕虜交換」の名目で釈放され、レバノンに滞在していた岡本公三に、再びテルアビブ事件についての刑事責任を問う目的で、日本国政府が引き渡し要求をした事に対し、レバノン政府は岡本の政治亡命を認め保護。
- 2000年、日本滞在中のペルー大統領、アルベルト・フジモリが大統領辞任を表明後も日本滞在を続け、事実上亡命。大統領選出馬の意を表明、2005年帰国途中のチリで逮捕。
- 2002年、中国・瀋陽において北朝鮮を脱出した住民が亡命を目的に、日本総領事館に駆け込むが、総領事館を警備していた中国公安職員が敷地内に立ち入り住民を拘束。日本国政府が抗議。その後、住民らはマニラを経て韓国へ亡命（瀋陽総領事館北朝鮮人亡命者駆け込み事件）。
- 2004年、元チェス世界チャンピオンのボビー・フィッシャーが、成田空港で有効パスポート不所持により出国差止めのうえ身柄収容され、フィリピンへの亡命を申請。アイスランドが市民権を承認し出国。
- 2006年、タクシン・シナワット、国軍によるクーデターにより外遊先からタイ王国に帰国せず、以来、2023年にタクシン派政権が復活したのに合わせて帰国するまで事実上の亡命状態となる。
- 2007年、ネパールの親王族派の有力一族であるケー・シー・ディパックが、ネパール共産党毛沢東派からの迫害を受け、日本へと亡命[3]。ディパックは、他にも難民認定の必要な亡命者が居るとしている[3]。
- 2009年、キューバの野球選手アロルディス・チャップマンが、野球キューバ代表の遠征地オランダにて亡命。
- 2013年、アメリカ合衆国連邦政府の元CIA職員エドワード・スノーデンが、ロシア連邦に亡命。
- 2014年、郭文貴、中国からアメリカ合衆国に亡命。
- 2015年、中国共産党中央統一戦線工作部元部長の令計画の弟である令完成が、機密資料を持ってアメリカ合衆国に亡命。
- 2021年、サッカー・ワールドカップの予選に出場するために来日していたミャンマーの代表選手ピエ・リヤン・アウンが国軍のクーデターにより、母国が政情不安になっていることを理由として、関西国際空港にて帰国することを拒否する意向を示し、亡命した[4]。
- 2021年、東京オリンピック女子陸上競技に出場していたベラルーシ代表のクリスツィナ・ツィマノウスカヤが羽田空港で帰国することを拒否する意向を示し、ポーランドに亡命した[5][6]。
- 2022年、俳優のチュルパン・ハマートヴァがロシアによるウクライナ侵攻に反発し、ロシア連邦から亡命[7]。
- 2022年、ミスコンテストの元ミャンマー代表で同国の軍事クーデターを批判していたハン・レイが旅券の不備を理由にタイへの入国を拒否されたため、国連難民高等弁務官事務所（UNHCR）を通じて第三国への亡命を申請。カナダが受け入れる方針を示したため、同国へ出国した[8][9]。
- 2023年、ロシアの元テレビ局職員で同国によるウクライナ侵攻に反対していたジャーナリストのマリーナ・オフシャンニコワが国境なき記者団による協力でフランスに亡命した[10]。
- 2023年、中国の人権活動家である権平が中国当局からの政治的弾圧を逃れる目的でジェットスキーに乗って韓国に密入国。韓国または第三国への亡命を検討していることが報じられた[11][12][13]。
- 2023年、中国の人権活動家である陳思明が中国当局による締め付けから逃れる目的でラオスとタイを経由して台湾の桃園国際空港に逃避。その後、カナダが受け入れる方針を示したため、同国へ出国した[14][15][16]。
- 2023年、香港の人権活動家である周庭が留学先であるカナダ・トロントにて「香港には一生戻ることはない」とSNSに投稿。事実上亡命した[17][18][19]。
- 2024年、バングラデシュの首相であるシェイク・ハシナが反政府デモの激化を受けて、首相職を辞任し、インドに出国した。イギリスへの亡命を希望していると報じられている[20][21]。
- 2024年、シリアの大統領であるバッシャール・アル＝アサドがダマスカスの戦いにより、政権が崩壊したことを受けて、家族と共にロシアに亡命した[22]。

このほかの亡命の事例についてはCategory:亡命者を参照。

## アメリカへの亡命
アメリカ合衆国では、政治的迫害などを理由に亡命（難民認定を含む）申請する者が多数存在する。
2016年の出身国別傾向では、ベネズエラ人が14,700人を超えてトップであり、以下、中華人民共和国、メキシコ、グアテマラ、エルサルバドルと続く。ベネズエラは経済的に混乱が続いており、2017年も増加傾向にある。

## 報酬
亡命元と亡命先が対立国の場合、亡命先の国から亡命者に対して報酬が出る場合がある。
北朝鮮から韓国へ亡命（脱北）する例では、機密情報や軍艦、爆撃機などを韓国内に持ち込んだ場合、報労金として最大で10億ウォンが支払われる。
亡命による兵器取得作戦
- ムーラー作戦（英語版） ‐ 朝鮮戦争時に国連軍司令官マーク・W・クラークにより計画された。MiG-15パイロットへ向けた亡命募集作戦。
- ダイヤモンド作戦（英語版） ‐ イスラエルの情報機関モサドによるMig‐21パイロット亡命による取得作戦。
- Synytsia作戦（英語版） - ロシアによるウクライナ侵攻が行われていた2023年8月に行われたMi-8のパイロットの亡命作戦。

### 一覧
- 亡命した国家元首・首脳一覧（英語版）

冷戦期の著名な亡命一覧
- 冷戦期のパイロットの亡命一覧（英語版）
- ソビエト連邦・東側諸国からの亡命者（英語版）
- 西側諸国からの亡命者一覧（英語版）